# Leonhard von Elver (Ratsherr)

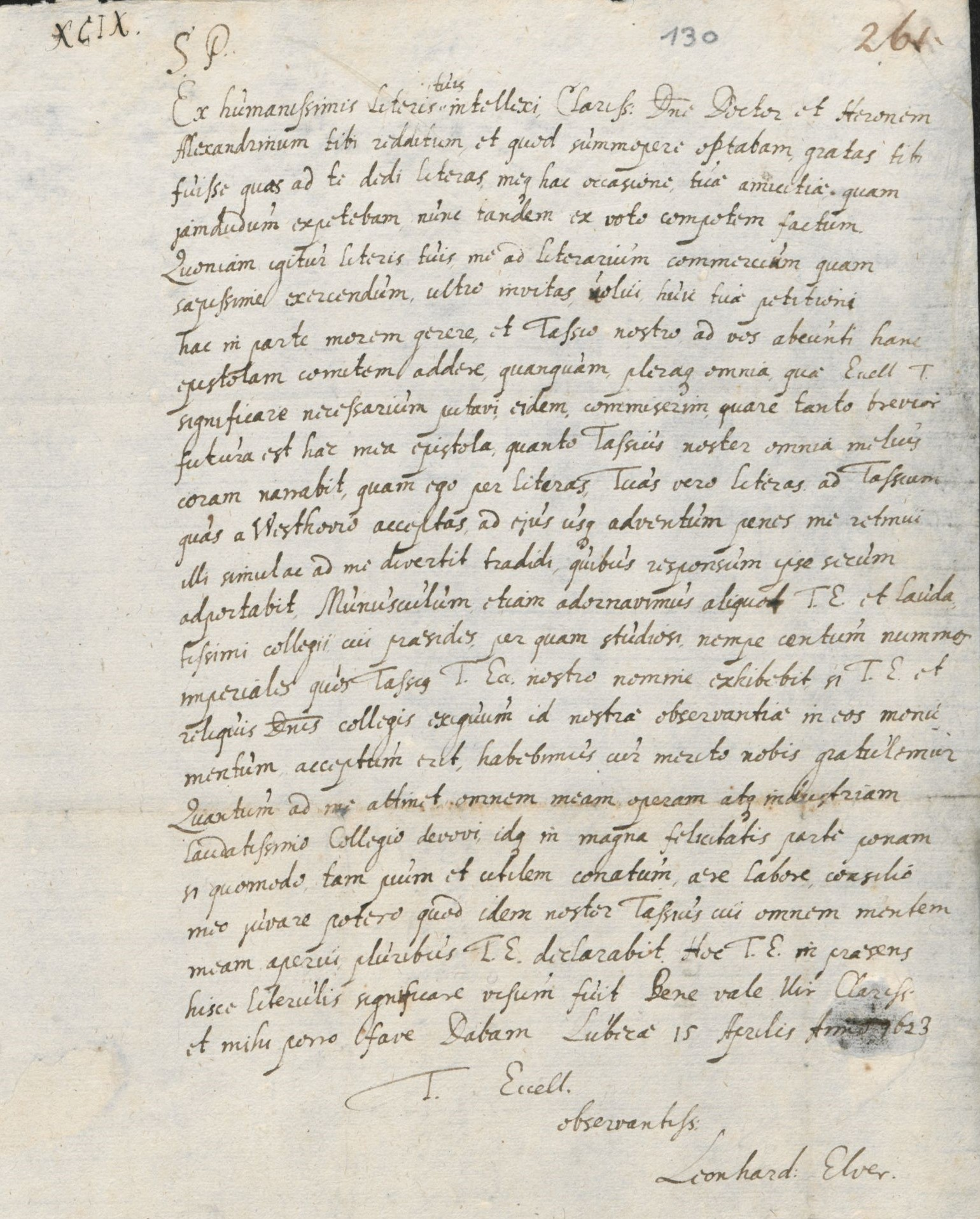
Brief von Leonhard von Elver an Joachim Jungius (1623)

Leonhard von Elver (* vermutlich 1601 (?) in Lüneburg oder Lübeck; † 20. Oktober 1649 in Lübeck) war Ratsherr der Hansestadt Lübeck.

## Leben
Abstammung und Geburtsdaten des in Lübeck ansässigen Leonhard von Elver sind bislang nicht ermittelt. Er entstammte einer alten Lüneburger Ratsfamilie, die sich auch nach Lübeck ausbreitete, und ist als Leonhard (VII.) von Elver in der Stammtafel enthalten. Nicht rekonstruierbar ist, ob und in welchem verwandtschaftlichen Verhältnis er zu dem Lüneburger Patrizier Hinrich Elvers stand, der in der Lübecker Johannisstraße wohnhaft war, am 26. März 1614 im 46. Lebensjahr in Lübeck verstarb und im Lübecker Dom bestattet wurde, wo ein Epitaph an ihn erinnert. Die Familie erhielt über den Reichshofrat Hieronymus Stephan von Elver 1624 eine Bestätigung des Reichsritterstandes.
Leonhard von Elver immatrikulierte sich 1611 zum Studium an der Universität Rostock mit dem Herkunftsort „Lübeck“. Er war nach Beendigung seines Studiums in Lübeck tätig und heiratete eine Tochter des Ratsherrn und Mitglieds der patrizischen Zirkelgesellschaft Heinrich Brömse.
1623 diente er sich dem aus Lübeck stammenden Joachim Jungius als Mitglied der von diesem 1622 gegründeten ersten naturwissenschaftliche Gesellschaft nördlich der Alpen, der Societas ereunetica sive zetetica, an und beförderte seine Aufnahme durch Übersendung von 100 Reichstalern. Dieser nur bis etwa 1625 bestehenden, aber durchaus wirksamen Gesellschaft gehörten überwiegend Persönlichkeiten mit Bezug zu Lübeck an und der wieder weit überwiegende Teil von ihnen waren Alumni der Universität Rostock.
Seit Mitte der 1620er Jahre stand er im Verdacht, Teil einer Gruppierung zu sein, die mystische und spiritualistische Bücher las, verbreitete und deren Autoren unterstützte. Insbesondere soll er Jacob Böhme nahegestanden haben. Der Lübecker Superintendent Nikolaus Hunnius, der die herkömmliche Ordnung und die Lutherische Orthodoxie bedroht sah, organisierte 1632 eine Wiederbelebung des Ministeriums Tripolitanum, eines Zusammenschlusses der Geistlichen Ministerien von Lübeck, Hamburg und Lüneburg. Bei dessen Tagung in Mölln im März 1633 einigten sich die Delegierten auf einen Maßnahmenkatalog gegen die „neuen Propheten, Schwärmer und Fanaticos“. Nach den Eingaben der Prediger an den Rat der drei Städte, denen dann Mandate zur Ausweisung folgten, gehörten zu der Gruppe: Johann Wessel, Johann Tanckmar und Elver aus Lübeck, Christoph Andreä Raselius, Joachim Morsius, Johann Staritius und andere. Wessel und Tanckmar gelobten Besserung; Morsius verließ Lübeck. Über Elvers Reaktion ist offenbar nichts überliefert. Jedenfalls war es 1640 möglich, dass er in den Lübecker Rat gewählt wurde, dem er bis zu seinem Tod angehörte. Inwieweit seine Ratswahl in einem Zusammenhang mit der Disziplinierung der Lübecker Kirche und der Ausübung des landesherrlichen Kirchenregiments durch den Lübecker Rat ab 1635 unter Federführung des Syndicus Otto Tanck zu sehen ist, ist bislang nicht erforscht. 1646 und 1647 vermittelte Elver den Ankauf von Büchern aus Hamburg und Lüneburg für die Lübecker Stadtbibliothek. Es ist anzunehmen, dass er auch beim Ankauf der Nachlass-Bibliothek von Joachim Morsius 1648/49 für die Stadtbibliothek beteiligt war.
Möglicherweise hatte er drei Söhne namens Leonhard, Heinrich und Dietrich, die sich gemeinsam als Brüder 1642 zum Studium in Rostock immatrikulierten. Sein Begräbnisort oder ein Epitaph sind in Lübeck nicht überliefert.